# Museo Mim
El museo Mim, abreviatura de «museo de minerales», (en árabe, متحف ميم) es un museo privado inaugurado en 2013 en Beirut, capital del Líbano. Exhibe más de dos mil minerales, que representan cuatrocientos cincuenta ejemplares diferentes de setenta países. Es considerada una de las colecciones privadas de minerales más importantes del mundo.

## Historia
Salim Eddé, ingeniero químico y cofundador de la empresa informática Murex, dio inicio a la colección de minerales del Mim en 1997. En 2004, decidió hacer accesible al público estos ejemplares y diseñó el primer museo de este tipo en el Líbano. Eddé presentó la idea a René Chamussy, rector de la universidad de San José de Beirut, quien aceptó y reservó para la colección 1300 m² el sótano de un edificio entonces en construcción en el campus cercano al Museo Nacional de Beirut.

## Colección

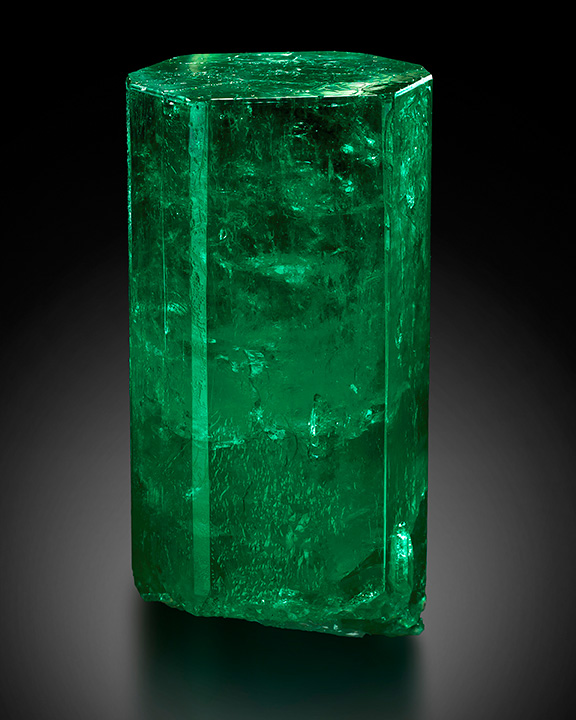
Gran cristal de esmeralda prismático dihexagonal de 1390 quilates en bruto y de color verde intenso. Es transparente y presenta pocas inclusiones en los dos tercios superiores, y es translúcido en la parte inferior.

El museo alberga una selección de piedras preciosas y semipreciosas típicas de joyería, además de minerales utilizados en alta tecnología por sus propiedades físicas y químicas. En 2016 la colección añadió una sección dedicada a la paleontología del Líbano, donde incluye fósiles marinos y terrestres. Entre los más célebres se encuentran los fósiles de un tiburón gigante, un celacanto y de un pterodáctilo Mimodactylus libanensis (el más completo de Oriente Medio).